# فرودگاه بین‌المللی ژنگژو سین‌ژنگ
فرودگاه بین‌المللی ژنگژو سین‌ژنگ  (به انگلیسی: Zhengzhou Xinzheng International Airport) یک فرودگاه همگانی مسافربری با کد یاتا CGO است که یک باند فرود بتن دارد و طول باند آن ۳۴۰۰ متر است. این فرودگاه در شهر ژنگژو کشور چین قرار دارد و در ارتفاع ۱۵۱ متری از سطح دریا واقع شده‌است.

## شرکت‌های هواپیمایی و مقصدهای پروازی

### مسافری
| شرکت‌های هواپیمایی                               | مقصدهای پروازی | Terminal/ Concourse |
| ----------------------------------------------- | --- | ------------------- |
| ایر چاینا                                       | پکن، چنگدو شوانگلیو، دونگینگ شنگلی، هانگجو ژیاشان | Domestic            |
| ایر ماکائو                                      | ماکائو | International       |
| بیجینگ کپیتال ایرلاینز                          | بائوتو ارلیبان، دالی، گایلین لیانگ‌جیانگ، هایکو میلان، هانگجو ژیاشان، لیجیانگ سانی، سانیا فونیکس، اورومچی دیووپو | Domestic            |
| دراگون‌ایر                                       | هنگ کنگ | International       |
| Chengdu Airlines                                | چنگدو شوانگلیو، گایلین لیانگ‌جیانگ، هایکو میلان | Domestic            |
| هواپیمایی شرقی چین                              | دالیان ژووشویزی، هانگجو ژیاشان، کونمینگ چانگشوی، لانجو ژنگچوان، نانجینگ لوکو، نینگبو لیشه، کینگدائو لیوتینگ، شانگهای هونگچیائو، شانگهای پودنگ، جییانگوشان, اورومچی دیووپو، ونچو یونگچیانگ، سینینگ کائوجیابو، یانتای چائوشوی، یینچوان هیدونگ، زوهای سانزاهو, | Domestic            |
| هواپیمایی شرقی چین اجرا توسط شانگهای ایرلاینز   | هانگجو ژیاشان، کارامی، شانگهای هونگچیائو، شانگهای پودنگ، تورپان جیائوهه | Domestic            |
| China Express Airlines                          | چنگچینگ ییانگبی، Rizhao | Domestic            |
| هواپیمایی جنوبی چین                             | اکسو، بائوتو ارلیبان، بیهای فوچنگ، پکن، چانگچون لونگییا، چنگدو شوانگلیو، چنگچینگ ییانگبی، دالیان ژووشویزی، فوژو چنگل، بایون گوآنگجو، گایلین لیانگ‌جیانگ، لانگ‌دونگ‌بائو گوئی‌یانگ، هایکو میلان، هانگجو ژیاشان، هاربین تایپینگ، هوهوت بایتا، کونمینگ چانگشوی، لانجو ژنگچوان، نانینگ ووژو، نانیانگ جیانگ‌یینگ، نینگبو لیشه، اوردوس ایجین هورو، سانیا فونیکس، شانگهای هونگچیائو، شانگهای پودنگ، جییانگوشان، شنینگ تخین، شنژن بن، اورومچی دیووپو، ونچو یونگچیانگ، شیشوانگبانا گاسا، زیامن گائوچی، سینینگ کائوجیابو، یینچوان هیدونگ، ایوو، Yulin، زوهای سانزاهو | Domestic            |
| هواپیمایی جنوبی چین                             | سووارنابومی، پوکت، اینچئون، تائویوان تایوان، ناریتا | International       |
| هواپیمایی جنوبی چین اجرا توسط چونگ‌کینگ ایرلاینز | چنگچینگ ییانگبی، هاربین تایپینگ | Domestic            |
| هواپیمایی امارات                                | دوبی | International       |
| اوا ایر                                         | گاوشیونگ، تائویوان تایوان | International       |
| Fuzhou Airlines                                 | فوژو چنگل | Domestic            |
| GX Airlines                                     | هوهوت بایتا، نانینگ ووژو | Domestic            |
| هاینان ایرلاینز                                 | دالیان ژووشویزی، فوژو چنگل، بایون گوآنگجو، لانگ‌دونگ‌بائو گوئی‌یانگ، هایکو میلان، هانگجو ژیاشان، هوهوت بایتا، سانیا فونیکس، شنژن بن، اورومچی دیووپو، زیامن گائوچی | Domestic            |
| Hongtu Airlines                                 | کونمینگ چانگشوی | Domestic            |
| جوی ایر                                         | هفئی ژینگیاو، نانچانگ چانگبی، Yuncheng | Domestic            |
| جونیائو ایرلاینز                                | شانگهای هونگچیائو | Domestic            |
| کورین ایر                                       | اینچئون | International       |
| Kunming Airlines                                | کونمینگ چانگشوی | Domestic            |
| Loong Air                                       | هانگجو ژیاشان | Domestic            |
| Lucky Air                                       | کونمینگ چانگشوی، لیجیانگ سانی | Domestic            |
| Lucky Air                                       | پوکت | International       |
| مندرین ایرلاینز                                 | تائویوان تایوان | International       |
| New Gen Airways                                 | چارتر: یو-تاپائو | International       |
| رویال برونئی                                    | برونئی | International       |
| Scoot                                           | چانگی سنگاپور | International       |
| شاندونگ ایرلاینز                                | چنگچینگ ییانگبی، گایلین لیانگ‌جیانگ، لانگ‌دونگ‌بائو گوئی‌یانگ، جینان یاکیانگ، کورلا، لانجو ژنگچوان، کینگدائو لیوتینگ، زیامن گائوچی | Domestic            |
| شنژن ایرلاینز                                   | چانگچون لونگییا، چنگچینگ ییانگبی، دالیان ژووشویزی، هایکو میلان، هاربین تایپینگ، هوهوت بایتا، کونمینگ چانگشوی، مانژولی ضیاجیاو، نانجینگ لوکو، نانینگ ووژو، شنینگ تخین، شنژن بن، اورومچی دیووپو | Domestic            |
| سیچوان ایرلاینز                                 | چانگچون لونگییا، چنگدو شوانگلیو، چنگچینگ ییانگبی، هانگجو ژیاشان، هاربین تایپینگ، کونمینگ چانگشوی، اورومچی دیووپو | Domestic            |
| سیچوان ایرلاینز                                 | ونکوور | International       |
| اسپرینگ ایرلاینز                                | یانگژو تایژو | Domestic            |
| اسپرینگ ایرلاینز                                | کانزای | International       |
| تای ایرویز اینترنشنال اجرا توسط Thai Smile      | سووارنابومی | International       |
| تیانجین ایرلاینز                                | دالیان ژووشویزی، گایلین لیانگ‌جیانگ، هانگجو ژیاشان، هوهوت بایتا، میکسیان، نانچانگ چانگبی، نانینگ ووژو، نینگبو لیشه، سانیا فونیکس، تیانجین بینهای، اورومچی دیووپو، زونی زینزهو | Domestic            |
| ویتنام ایرلاینز                                 | چارتر: کام رانح | International       |
| وست ایر                                         | چنگچینگ ییانگبی، فوژو چنگل، لانگ‌دونگ‌بائو گوئی‌یانگ، کورلا، لهاسا گونگار، کوانژو جینجیانگ، جییانگوشان، شنژن بن، اورومچی دیووپو، ونچو یونگچیانگ | Domestic            |
| وست ایر                                         | نیو چیتوز | International       |
| ژیامن ایرلاینز                                  | فوژو چنگل، هایکو میلان، هانگجو ژیاشان، هاربین تایپینگ، لانجو ژنگچوان، کوانژو جینجیانگ، اورومچی دیووپو، زیامن گائوچی، سینینگ کائوجیابو، یینچوان هیدونگ | Domestic            |

^  Emirates flight to Dubai–International makes an intermediate stop in یینچوان هیدونگ. However, Emirates does not have Eighth freedom rights to transport passengers between Zhengzhou and Yinchuan.

### باری
| شرکت‌های هواپیمایی       | مقصدهای پروازی                               |
| ----------------------- | -------------------------------------------- |
| AirBridgeCargo Airlines | دوموده‌دوو، شرمتیوو                           |
| Air China Cargo         | اسخیپول آمستردام                             |
| کارگولوکس               | اوهر شیکاگو، کوالالامپور, لوگزامبورگ - فیندل |
| کاتای پاسیفیک           | هنگ کنگ، شانگهای پودنگ                       |
| چاینا ایرلاینز          | نانجینگ لوکو، تائویوان تایوان                |
| هواپیمایی جنوبی چین     | تد استیونز انکوریج، بایون گوآنگجو            |
| هنگ کنگ ایرلاینز        | هنگ کنگ، تیانجین بینهای                      |
| ام‌ای‌اس کارگو            | کوالالامپور                                  |
| یوپی‌اس ایرلاینز         | اینچئون                                      |
| سیلک وی ایرلاینز        | حیدر علی‌اف                                   |